# العلاقات الكيريباتية الهايتية
العلاقات الكيريباتية الهايتية هي العلاقات الثنائية التي تجمع بين كيريباتي وهايتي.

## مقارنة بين البلدين
هذه مقارنة عامة ومرجعية للدولتين:
| وجه المقارنة                                              | كيريباتي                        | هايتي                                |
| --------------------------------------------------------- | ------------------------------- | ------------------------------------ |
| المساحة (كم2)                                             | 811                             | 27.75 ألف                            |
| عدد السكان (نسمة)                                         | 116.40 ألف                      | 10.98 مليون                          |
| الكثافة السكانية (ن./كم²)                                 | 14.35 ألف                       | 395.68                               |
| العاصمة                                                   | جنوب تاراوا                     | بورت أو برانس                        |
| اللغة الرسمية                                             | لغة إنجليزية، اللغة الكيريباتية | لغة فرنسية، اللغة الكريولية الهايتية |
| العملة                                                    | دولار كريباتي، دولار أسترالي    | جوردة هايتية                         |
| الناتج المحلي الإجمالي (بليون دولار)                      | 196.15 مليون                    | 8.41 مليار                           |
| الناتج المحلي الإجمالي (تعادل القوة الشرائية) بليون دولار | 224.26 مليون                    | 18.82 مليار                          |
| الناتج المحلي الإجمالي الاسمي للفرد دولار أمريكي          | 1.42 ألف                        | 818                                  |
| الناتج المحلي الإجمالي للفرد دولار أمريكي                 | 1.81 ألف                        | 1.73 ألف                             |
| مؤشر التنمية البشرية                                      | 0.590                           | 0.483                                |
| رمز المكالمات الدولي                                      | +686                            | +509                                 |
| رمز الإنترنت                                              | .ki                             | .ht                                  |
| المنطقة الزمنية                                           |                                 | 00                                   |

## منظمات دولية مشتركة
يشترك البلدان في عضوية مجموعة من المنظمات الدولية، منها:
| علم المنظمة | اسم المنظمة                                 | تاريخ انضمام كيريباتي | تاريخ انضمام هايتي |
| ----------- | ------------------------------------------- | --------------------- | ------------------ |
|             | الاتحاد الدولي للاتصالات                    | 3 نوفمبر 1986         | 10 أكتوبر 1927     |
|             | منظمة حظر الأسلحة الكيميائية                | ?                     | ?                  |
|             | البنك الدولي للإنشاء والتعمير               | 29 سبتمبر 1986        | 8 سبتمبر 1953      |
|             | الأمم المتحدة                               | 14 سبتمبر 1999        | 24 أكتوبر 1945     |
|             | مجموعة دول أفريقيا والكاريبي والمحيط الهادئ | ?                     | ?                  |
|             | يونسكو                                      | 24 أكتوبر 1989        | 18 نوفمبر 1946     |
|             | مؤسسة التنمية الدولية                       | 2 أكتوبر 1986         | 13 يونيو 1961      |
|             | تحالف الدول الجزرية الصغيرة                 | ?                     | ?                  |
|             | الاتحاد البريدي العالمي                     | ?                     | ?                  |
|             | مؤسسة التمويل الدولية                       | 2 أكتوبر 1986         | 20 يوليو 1956      |

## وصلات خارجية
- موقع وزارة الخارجية الهايتية